# Gänsemännchenbrunnen (Meiningen)

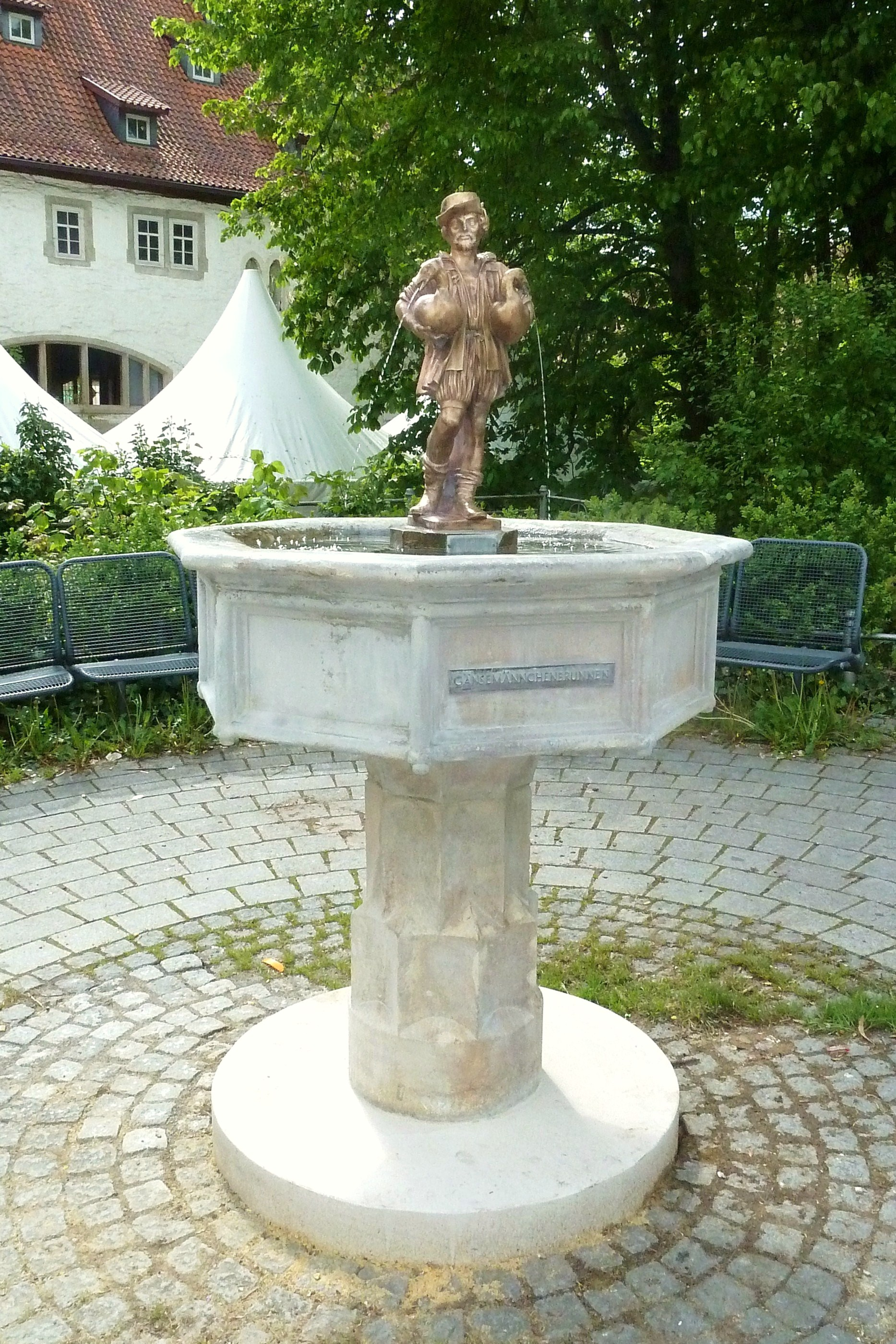
Gänsemännchenbrunnen 2014

Der Gänsemännchenbrunnen ist einer der ältesten Zierbrunnen der Stadt Meiningen und wurde 1854 errichtet. Die Brunnenfigur ist eine Kopie der Gänsemännchenfigur vom bekannten gleichnamigen Brunnen in Nürnberg, die der Erzgießer Pankraz Labenwolf um das Jahr 1550 fertigte.

## Aufbau
Der Brunnen steht inmitten einen kleinen Platzes, dessen Pflasterung in konzentrischen Kreisen um den Brunnen angeordnet ist. Auf der Basis einer runden Steinplatte sitzt auf einer mehrfach behauenen Steinsäule ein achteckiges taufsteinartiges Sandsteinbecken. In der Mitte des Beckens steht auf einem achteckigen Steinsockel die Bronze-Figur des Gänsemännchens. Sie stellt einen Bauern in Bundhose und Stiefeln mit zwei Gänsen unter den Armen dar. Aus den Schnäbeln beider Gänse ergießt sich das Wasser in das Becken.

## Standorte

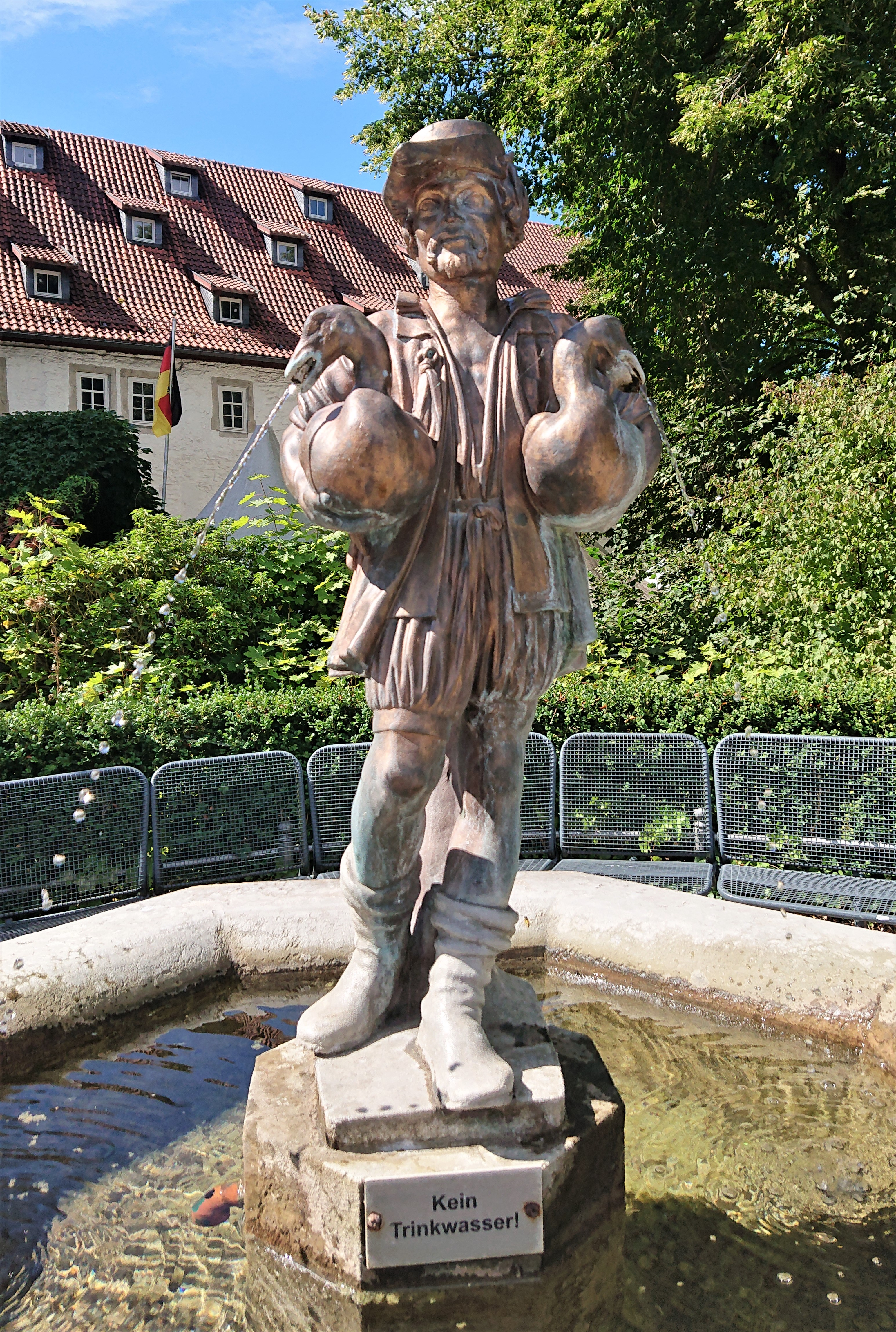
Bauer mit Gänsen (2020)

Der Brunnen hatte bisher mehrere Standorte in der Stadt. Unter anderem befand er sich bis 1991 an der Kreuzung Steinweg/Alte Henneberger Straße am Südende der Altstadt nahe dem Oberen Tor. Seitdem steht er auf einem kleinen Platz am Nordende der Altstadt sowie Beginn der Georgstraße gegenüber dem Hotel Sächsischer Hof am Eingang zum Schlosspark. Der unter Denkmalschutz stehende Brunnen wurde Anfang 2014 restauriert.